# Rhytiphora lanosa
Rhytiphora lanosa är en skalbaggsart som först beskrevs av Francis Polkinghorne Pascoe 1869.  Rhytiphora lanosa ingår i släktet Rhytiphora och familjen långhorningar. Inga underarter finns listade i Catalogue of Life.